# Glyphocarpus abyssinicus
Glyphocarpus abyssinicus là một loài rêu trong họ Bartramiaceae. Loài này được Müll. Hal. Hampe ex A. Jaeger mô tả khoa học đầu tiên năm 1875.